# 应县城关镇第一小学
应县城关镇第一小学，简称应县一小，是位于山西省应县的一所私立小学。现有教职工150多人，其中专任教师95人，学生2000多人。

## 历史沿革
- 1948年6月，南寺完小成立，有初、高级班6个。校址在南寺院内[2]
- 1950年，学校只办初级班，改为南寺初级小学
- 1952年，复为南寺完全小学校，有初、高级教学班12个
- 1955年，在解放前武衙门地址新建校舍12间，作为分校。有教学班18个
- 1957年，大寺完小亦成为分校，教学班发展到30个，学生1500人，教职工50多人
- 1959年招收了1个戴帽农中班，学生50人
- 1962年，学校被确定为山西省重点小学[3]
- 1965年，大寺完小分出，学校更名为应县城关镇第一小学
- 1968年，学校招收戴帽初中班，变为七年制学校，小学班改成二部制
- 1977年，初中班并归应县第二中学校
- 1978年，学校增建教室3个，招收三年制初中班4个，小学又恢复了全日制，变成八年制学校
- 1978年，学校被确定为山西省重点小学
- 1981年，初中班学生毕业后停招
- 1990年，学校被确定为山西省示范小学
- 1999年，应县县委、县政府对学校进行了改制，应县一小从国办小学变为民办公助小学[4]，实行董事长领导下的校长负责制，董事长为当地企业家章玉光；后变为私立小学